# William Prieto Daza
William Prieto Daza (* 26. Dezember 1974 in Bogotá) ist ein kolumbianischer römisch-katholischer Geistlicher und Bischof von San Vicente del Caguán.

## Leben
William Prieto Daza erwarb zunächst 1997 an der Päpstlichen Universität Xaveriana in Bogotá einen Abschluss im Fach Medizin mit dem Schwerpunkt Chirurgie und spezialisierte sich 2001 an der Universidad Nacional de Colombia in Bogotá mit der von Ricardo Navarro betreuten Arbeit Manejo perioperatorio de líquidos en neurocirugía („Perioperatives Flüssigkeitsmanagement in der Neurochirurgie“) im Bereich Anästhesie. Anschließend arbeitete er einige Jahre als Arzt. Später studierte Prieto Daza Philosophie am Priesterseminar Siervos del Espíritu Santo in La Ceja und Katholische Theologie am Priesterseminar Nuestra Señora del Carmen in Villavicencio. Dort erlangte er Lizenziate in beiden Fächern. Am 21. März 2013 empfing er das Sakrament der Priesterweihe für das Erzbistum Villavicencio.
Nach der Priesterweihe war Prieto Daza im Jahr 2013 kurzzeitig als Pfarrvikar der Pfarrei La Inmaculada Concepción in Restrepo tätig. Im selben Jahr wurde er für weiterführende Studien nach Rom entsandt, wo er 2017 an der Päpstlichen Universität Gregoriana ein Lizenziat im Fach Psychologie erwarb. Nach der Rückkehr in seine Heimat wirkte Prieto Daza zunächst als Pfarrvikar der Pfarrei María Madre de la Iglesia in Villavicencio, bevor er 2018 deren Pfarrer und Generalvikar des Erzbistums Villavicencio wurde. Ab 2023 war er Pfarrer der Pfarrei Nuestra Señora del Carmen in Restrepo.
Am 5. Juli 2024 ernannte ihn Papst Franziskus zum Bischof von San Vicente del Caguán. Der Apostolische Nuntius in Kolumbien, Erzbischof Paolo Rudelli, spendete ihm am 25. September desselben Jahres in der Kathedrale Nuestra Señora del Carmen in Villavicencio die Bischofsweihe; Mitkonsekratoren waren der Erzbischof von Villavicencio, Misael Vacca Ramírez, und der Erzbischof von Florencia, Omar de Jesús Mejía Giraldo. Die Amtseinführung erfolgte am 2. Oktober 2024.